# Didymodon revolutus
Didymodon revolutus är en bladmossart som beskrevs av Robert Statham Williams 1913. Didymodon revolutus ingår i släktet lansmossor, och familjen Pottiaceae. Inga underarter finns listade i Catalogue of Life.